# Operação Ararath
Operação Ararath, é uma operação realizada pela  Polícia Federal (PF) em 12 novembro de 2013, responsável em apurar a realização de pagamentos por parte do Governo de Mato Grosso, em desacordo com as determinações legais, para empreiteiras, além do desvio desses recursos em favor de agentes públicos e empresários através da utilização de instituição financeira clandestina. Uma pessoa foi presa em flagrante na operação. Foram alvos da operação o gabinete e a residência do juiz da Primeira Vara Federal de Mato Grosso, Julier Sebastião da Silva.
A análise de documentos apontaram a utilização de complexas medidas de "engenharia financeira" praticadas pelos investigados com o objetivo de ocultar a real destinação dada a valores de precatórios pagos pelo Governo de Mato Grosso em nítida violação à ordem cronológica e determinações legais.
Entre os políticos citados nas fases anteriores da operação e nos vários inquéritos da Operação Ararath estão: o ex-deputado José Riva, o deputado estadual Mauro Savi (PR), o prefeito de Cuiabá, Mauro Mendes (PSB), o ex-deputado e atual conselheiro do TCE, Sérgio Ricardo (PR), o ex-governador Silval Barbosa (PMDB), o ex-secretário de Fazenda, Eder Moraes (PHS), os ex-conselheiros Alencar Soares e Humberto Bosaipo, entre outros.
Por meio da parceria entre o Ministério Público Federal (MPF), a Justiça Federal, o Governo do Estado e a Controladoria Geral da União (CGU), foi autorizado a utilização dos 483 mil reais dos valores resgatados pela Ararath, para a impressão de kits pedagógicos para atender 100 mil alunos e professores da rede estadual de ensino.

## Fases da Operação
1ª fase - Em novembro de 2013 a primeira fase da operação começou para desarticular uma quadrilha envolvida em lavagem de dinheiro e crimes financeiros no estado através de factorings de fachadas e outras empresas.
2ª fase - Em 25 de novembro de 2013 a PF deflagrou a segunda fase da operação, com 7 mandados de busca e apreensão, em Cuiabá.
3ª fase - Em 16 de dezembro de 2013 a PF deflagrou, a terceira fase da operação. Os agentes da PF cumpriram 9 mandados de busca e apreensão, em Cuiabá.
4ª fase - Em 19 de fevereiro de 2014 a PF deflagrou, a quarta fase da operação nos estados de Mato Grosso, Goiás, São Paulo e no Distrito Federal. A operação combate crimes contra o sistema financeiro e lavagem de dinheiro cometidos por um grupo criminoso. Foram cumpridos 24 mandados de busca e apreensão.
5ª  fase - Em 20 de maio de 2014 a PF deflagrou, a quinta fase da operação, com a prisão do governador do Mato Grosso, Silval Barbosa (PMDB).
6ª fase - Em 26 de setembro de 2014, PF deflagrou a sexta fase da operação, que tem como alvo um suposto esquema de transações financeiras clandestinas que teriam movimentado pelo menos R$ 500 milhões desde 2005 no estado. Foram cumpridos 5 mandados de busca e apreensão por 20 agentes federais, sendo dois mandados em Cuiabá e três na cidade de Ribeirão Preto, interior de São Paulo.
7 fase - Em 1 de abril de 2015 a PF deflagrou a sétima fase da operação com um mandado de prisão preventiva e a um mandado de busca e apreensão, Cuiabá.
8ª fase - Em 25 de novembro, foi deflagrada a oitava fase da operação que visava encontrar uma parte da organização que seria responsável por esconder das autoridades e da polícia o dinheiro público que era desviado e que sustentava o padrão de vida luxuoso mantido pelas pessoas investigadas. Foram cumpridos cinco mandados de busca e apreensão e sete mandados de condução coercitiva. 
9ª fase -  Em 2 de dezembro de 2015 a PF deflagrou a 9ª fase da Operação, em Mato Grosso. Foram cumpridos 11 mandados de busca e apreensão e 6 mandados de condução coercitiva expedidos pela 5ª Vara Federal de Mato Grosso.

10ª fase - Em 4 de dezembro de 2015 a décima fase da operação Ararath foi realizada para apurar o desvio de aproximadamente R$ 313 milhões em recursos públicos. De acordo com a PF, o desvio ocorria através da utilização de sistema financeiro clandestino. Foram cupmridos 47 mandados de busca e apreensão e 18 conduções coercitivas, todos expedidos pela 5ª Vara Federal de Mato Grosso em vários municípios. Também foi expedida ordem de sequestro de bens e valores no total de R$ 313.165.011,26, com a finalidade de reparar os prejuízos causados aos cofres públicos.  Esta fase da operação Ararath apura não só desvio de dinheiro público, mas crimes financeiros, violação à ordem de pagamento de precatórios e lavagem de dinheiro, bem como crimes de corrupção. A PF ainda deve contabilizar o valor do patrimônio apreendido mediante cumprimento de mandados judiciais nesta fase da operação. 
11ª fase - Em 2 de junho de 2016 a Polícia Federal desencadeou uma nova fase com o objetivo de colher provas sobre um possível esquema de lavagem de dinheiro realizado por intermédio da aquisição de imóveis em nome de terceiros, com recursos originários de crimes financeiros e corrupção, investigados nas fases anteriores da citada operação. A ação contou com a participação de 90 policiais federais que cumpriram 45 mandados de busca e apreensão e 3 mandados de condução coercitiva, expedidos pela 5ª Vara Federal da Seção Judiciária de Mato Grosso. Os mandados foram cumpridos em Cuiabá/MT e Várzea Grande/MT em empresas do ramo imobiliário e em residências de alguns de seus controladores. 
12ª fase - Em 16 de junho de 2016 a Polícia Federal desencadeou uma nova fase que investiga crimes contra o sistema financeiro, lavagem de dinheiro  para financiamento de campanhas eleitorais. Vários mandados de busca e apreensão e conduções coercitivas foram realizadas sendo um dos alvos o ex-secretário de Estado Cesar Zilio. Os crimes foram relacionados à campanha eleitoral de 2010 do ex-governador Silval Barbosa, que está preso no Centro de Custódia da Capital desde setembro do ano passado. 

## Prisão
O ex-secretário da Fazenda, Éder Moraes, teve a prisão preventiva decretada pela justiça e foi preso na 10º fase da operação.